# Bartolomé Ordóñez
Bartolomé Ordóñez va ser un escultor renaixentista espanyol del que es conjectura que va poder néixer l'any 1480 a Burgos i va morir a Carrara el 6 de desembre de 1520. Entre 1515 i 1520 visqué a Barcelona, on tingué un obrador i on manà d'ésser enterrat al costat de la seva dona. Se sap que fou actiu a Nàpols, Granada, Alcalá de Henares i Barcelona.

## Vida i obra
Fins al 1515, data dels primers testimoniatges documentals de la seva vida i obra, gens es coneix sinó les notícies que proporciona el seu testament, on es declara burgalès i hidalgo i revela l'existència en aquesta ciutat castellana d'una germana dita Marina, deixant alguns llegats per a Burgos. Vinculat, doncs, el seu naixement a un dels primers nuclis florescents del Renaixement espanyol, on exercitarà magisteri una de les grans figures desconegudes d'aquest període i un dels pioners de l'estil, el mestre Andrés de Nájera. Se li han atribuït influències de Gil de Siloé i Domenico Fancelli (per la seva estada a Itàlia).

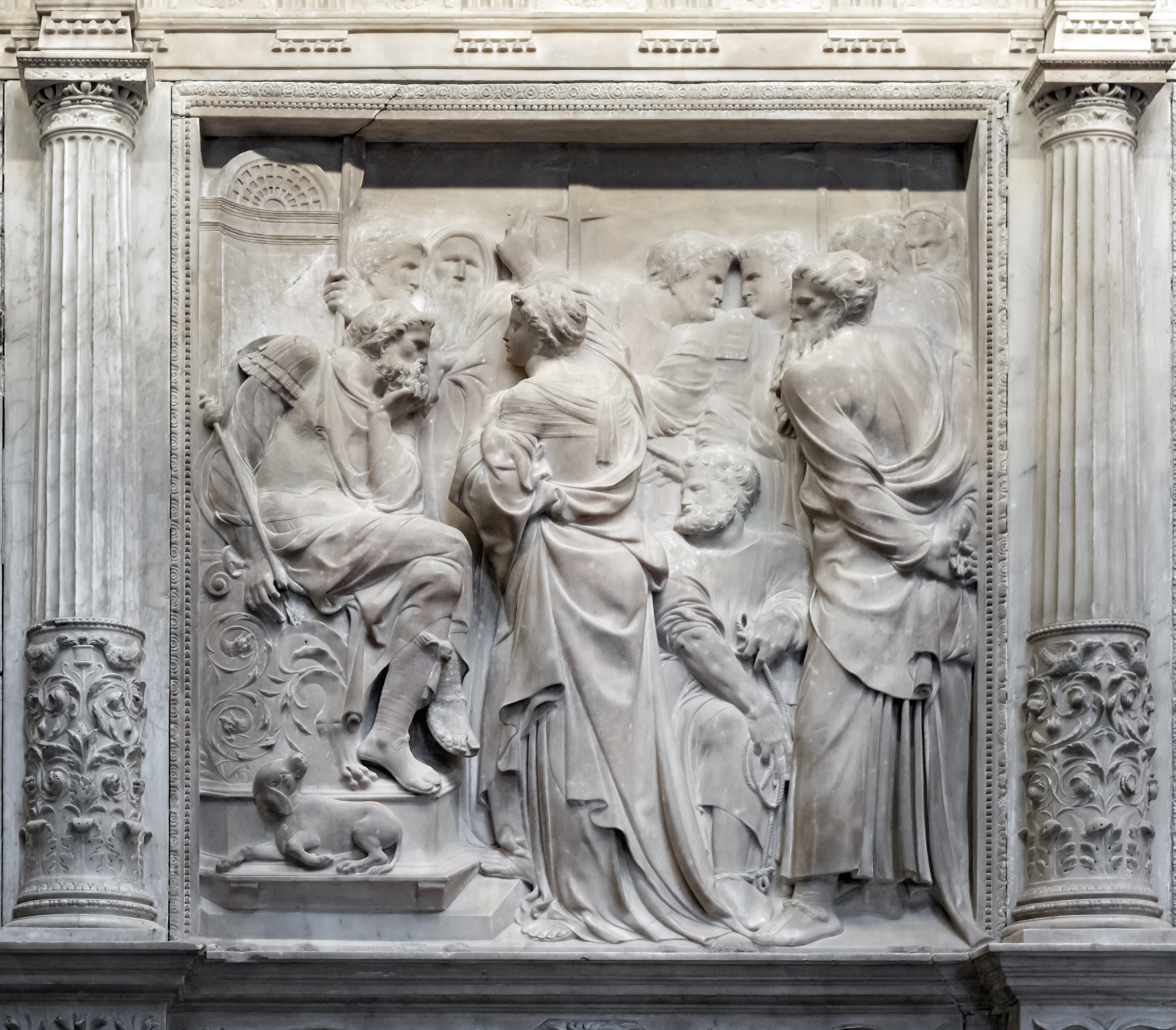
El judici de Santa Eulàlia per Dacià, al reracor de la Catedral de Barcelona

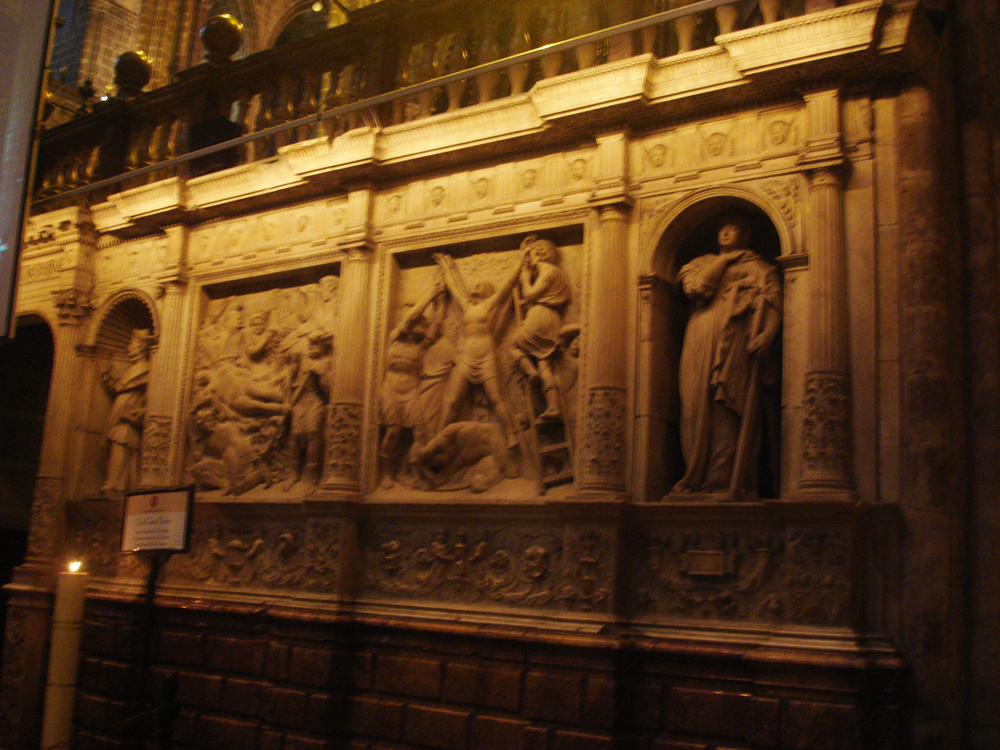
Part dreta del reracor de la catedral de Barcelona

L'any 1515, establix el seu taller a Barcelona, acompanyant-lo tres auxiliars italians marbristes, vinguts el 1517: el mantuà Simone di Bellalana, el florentí Vittorio Cogono i Giovanni di Alessandro Rossi, a més de Joan Petit Monet, d’origen flamenc. Però de la seva obra no se'n sap res fins que rep la comissió del capítol catedralici el 7 de maig de 1517 per les mampares de tancament del cadirat del cor, en fusta i pel qual compta amb la col·laboració d'Antoni Carbonell i en Joan Petit Monet, i l'obra en marbre del reracor de la catedral de Barcelona, i mesos més tard un grup del Sant Enterrament, en col·laboració amb en Joan Petit Monet, per a l'Hospital de la Santa Creu, obra actualment inexistent. L'ornamentació del cor es projecta amb vista al XIX Capítol de l'insigne Orde del Toisó d'Or que havia de presidir Carles I el març de 1519 a la catedral. A la primera obra coneguda d'Ordóñez col·laboren els ajudants italians del seu taller, Monet, i, davant la magnitud i urgència de l'obra, experts tallistes en fusta entre els quals probablement estigui Diego de Siloé, però l'excel·lència de la seva direcció la proclama la seva sorprenent unitat d'estil. A la capçalera del cor es representen escenes de l'Antic Testament -Embriaguesa de Noè i Sacrifici d'Isaac- i del Nou Testament -Crist camí del Calvari i la Deposició, digna de ser destacat, així com les aparicions després de la Resurrecció, entre les quals resulta notable per la seva originalitat iconogràfica la presentació a la seva mare dels profetes trets de l'infern per Crist ressuscitat, a més d'evangelistes i virtuts, tot això d'extraordinària qualitat en la seva talla.
Els seus treballs a la catedral de Barcelona van ser realitzats en dues etapes. Després de la descrita, una segona estada a Nàpols documentada des de l'11 de desembre de 1517 a la qual, juntament amb Diego de Siloé treballa a la capella Caracciolo di Vico, a San Giovanni a Carbonara. És la carta de Pietro Summonte (1524) la qual certifica sense error possible la labor d'ambdós espanyols a la capella enfront de tradicionals equivocades atribucions, i, encara que l'italià només es refereix al retaule, el revestiment marmori i l'arquitectura de la capella circular, l'eco de la qual trobem a la catedral de Guadix, deuria córrer de compte de Ordóñez. Les coincidències amb l'organització arquitectònica del reracor de la catedral de Barcelona aporten llum al fet. Al retaule li pertany un excel·lent relleu representant l'Adoració dels Mags, amb una delicada composició piramidal, que recorda a Leonardo da Vinci, molt equilibrada, i una perfecta tècnica, gairebé pictòrica. No havia de ser aquesta l'única obra a l'etapa napolitana de l'artista: se li atribuïxen els monuments funeraris de Galeazzo Pandone, a Sant Domenico Maggiore, i el d'Andrea Bonifacio Cicaro, a Sant Severino i Sosio.
Tornat a Barcelona al començament de 1519 va contreure matrimoni amb la barcelonina Caterina Calaf i Serra. En aquesta estada -no gaire perllongada, car dura només fins a la tardor d'aquest any, que parteix cap a Carrara- treballa a l'obra marmòria del rerecor de la catedral barcelonesa fins a la seva mort prematura el 1520, i entre el 1563-64, és completada per l'escultor aragonès Pere Villar. S'organitza aquest com una columnata dòrica, coronada per una balustrada, i alçada sobre un alt basament sense ornamentació, en què els seus intercolumnis es disposa l'obra escultòrica. Ricament ornada, aquesta arquitectura revela les concomitàncies amb la capella Caracciolo. D'Ordóñez són els relleus que representa la professió de fe de Santa Eulàlia davant els jutges, on la influència miguelangelesca és molt notable, i el moment del martiri de la santa, que les flames, lluny de consumir el seu cos nu, un cast nu, es giren contra els botxins, com també les figures exemptes de la santa i de Sant Sever de Barcelona.
Una altra que se li podria atribuir és el relleu d'una sacra conversazione del Museu Diocesà de Barcelona, acabat de mala manera. L'1 de maig de 1519, en contracte se li van traslladar els encàrrecs fets anteriorment a Francelli: els sepulcres de Felip I i de Joana la Boja, del cardenal Cisneros -per a Granada i Alcalà d'Henares, respectivament- i, com es desprèn del testament de Ordoñez, els d'alguns Fonseca. És llavors quan marxa a Carrara, amb ànim de tornar a Barcelona, però morta la seva esposa en 1520, a causa de la pesta, obre taller a Carrara, lliurant-s'hi a una febril activitat que va tallar la mort el desembre del mateix any 1520. Al testament, mana d'ésser enterrat amb la seva esposa, que ho havia estat al vas familiar dels Serra, al claustre del convent de Santa Caterina de Barcelona. La tomba va desaparèixer arran de l'incendi i destrucció del convent el 1835.
Va deixar gairebé complet el sepulcre de Joana i Felip el Bell de la Capella Reial de Granada, molt superior als de Fancelli, en qui sens dubte s'inspira modificant el seu tipus al retornar al túmul de parets verticals sobre el qual, a una urna es troben els jacents de rostres idealitzats, amb els Sant Joan, Sant Miquel i Sant Andreu als cantons. En cada plafó del cos principal amb relleus de la Nativitat de Crist, Adoració dels Reis, Oració de l'Hort i Descendiment, dels més notables de Ordoñez, a més d'altres figures i un sens fi de temes ornamentals.
Inferior a aquest és el sepulcre del cardenal Cisneros, que deixa inacabat; a tot estirar completa l'estàtua del jacent, «auster i realista amb aire de retrat». Realitzat per a la Capella del Colegio de San Ildefonso de la universitat d'Alcalá de Henares, segueix el model, a escala reduïda, del dels reis: els tondos mostren els doctors de l'Església espanyola, i els sants patrons dels monarques són substituïts pels pares de la llatina, anant a situar-se a fornícules els del cardenal amb les arts liberals.
Més escàs d'interès artístic són els sepulcres de Fonseca a Coca, on per un canvi de les peces dels dos sepulcres principals va resultar confús destriar a Fancelli de Ordoñez fins al definitiu esclariment de les atribucions per Gómez Moreno, quedant de Ordoñez el d'Alonso de Fonseca i la seva mare, i els de l'arquebisbe de Sevilla Alonso de Fonseca i el bisbe de Burgos Juan Rodríguez de Fonseca, aquest últim perfectament documentat com d'Ordóñez o el seu taller.
La Verge amb el Nen i Sant Joan del monestir de San Jerónimo de Zamora, avui a la catedral, és, segons Gómez Moreno, la qual se cita a l'inventari del seu taller per als Fonseca.

## Llista d'obres de Bartolomé Ordóñez
| Obra | Data      | Nom                                                          | Tècnica, mides i notes                                                                                        | Localització                                                      |
| ---- | --------- | ------------------------------------------------------------ | --- | ----------------------------------------------------------------- |
|      | 1517      | Sepulcre de Bernat II de Vilamarí                            | Marbre Hi col·labora amb altres autors: probablement, autor de la figura del sepulcre                         | Monestir de Montserrat Monistrol de Montserrat                    |
|      | 1517-1519 | Mampares de tancament del cadirat del cor                    | Fusta Dotze plafons amb escenes i talles de les virtuts Amb ajudants del taller i Joan Petit Monet            | Catedral. Cor i reracor Barcelona                                 |
|      | 1517      | Sant Enterrament                                             | Desaparegut Amb Joan Petit Monet                                                                              | Hospital de la Santa Creu Barcelona                               |
|      | 1518      | Crucifixió                                                   | Fusta | Museu Frederic Marès Barcelona                                    |
|      | 1518      | Relleu de l'Epifania Relleus de sota els dos nínxols         | Marbre La resta del retaule és de Diego de Siloé                                                              | San Giovanni a Carbonara. Capella Caracciolo di Vico Nàpols       |
|      | 1518      | Monument funerari de Galeazzo Pandone                        | Marbre | San Domenico Maggiore Nàpols                                      |
|      | 1518      | Monument funerari d'Andrea Bonifacio Cicaro                  | Marbre | Santi Severino e Sosio Nàpols                                     |
|      | 1517-1520 | Reracor                                                      | Marbre Projecte, dos panells i dues escultures; els altres els acaba Pere Villar                              | Catedral. Reracor Barcelona                                       |
|      |           | Santa Eulàlia davant Dacià                                   | Relleu |                                                                   |
|      |           | Martiri de Santa Eulàlia a la foguera                        | Relleu |                                                                   |
|      |           | Sant Sever                                                   | Escultura exempta en fornícula                                                                                |                                                                   |
|      |           | Santa Eulàlia                                                | Escultura exempta en fornícula                                                                                |                                                                   |
|      | 1519-1520 | Sepulcre de Joana i Felip el Bell                            | Marbre | Capella Reial de Granada Granada                                  |
|      | 1519-1520 | Projecte i estàtua jacent del sepulcre del cardenal Cisneros | Marbre Encàrrec començat per Fancelli; inacabat en morir Ordóñez, la resta del sepulcre l'acaba el seu taller | Capilla de San Ildefonso (Universitat d'Alcalá) Alcalá de Henares |
|      | 1520      | Sepulcres de la família Fonseca                              | Marbre Continua l'obra iniciada per Domenico Fancelli; inacabats, els acaben deixebles del seu taller         | Santa María la Mayor Coca                                         |
|      | 1520      | Mare de Déu amb Nen i Sant Joanet                            | Marbre Per a la capella dels Fonseca, a Coca                                                                  | Museo Catedralicio Zamora                                         |